# タイアード・オブ・ビーイング・ソーリー
「タイアード・オブ・ビーイング・ソーリー」 (Tired of Being Sorry) は、スペイン出身で、アメリカ合衆国在住の男性歌手のエンリケ・イグレシアスの楽曲。

## 概要
この楽曲は、彼の8枚目のスタジオ・アルバムである『インソムニア～眠れない夜。 (Insomniac)』に収録された曲で、同アルバムから3曲目のシングルとして2007年9月29日にリリースされた。各国の週間シングルチャートでは、フランス、フィンランド、ルーマニアで1位、オランダで3位を記録した。